# Eugen von Bernhardi
Eugen Dietrich Karl Wilhelm von Bernhardi (* 5. Februar 1822 in Saalfeld; † 15. Februar 1910 in Charlottenburg) war ein preußischer Generalleutnant.

## Leben

### Herkunft
Eugen war der Sohn des preußischen Majors Ferdinand von Bernhardi (1790–1871) und dessen Ehefrau Sophie, geborene Freiin von Hoverbeck genannt von Schoenaich (1800–1882).

### Militärkarriere
Bernhardi besuchte das Gymnasium in Elbing. Am 25. Januar 1840 trat er in die 1. Jäger-Abteilung der Preußischen Armee ein und avancierte bis September 1843 zum Sekondeleutnant. Anlässlich revolutionärer Unruhen war er mit einem Zug zur Aufrechterhaltung der Ordnung von Mai bis September 1848 nach Drengfurth kommandiert. Am 21. November 1848 folgte seine Versetzung in das Garde-Schützen-Bataillon. Für ein halbes Jahr war Bernhardi Anfang 1852 zur Gewehrfabrik nach Sömmerda kommandiert, um sich mit dem Dreyse-Zündnadelgewehr vertraut zu machen. Bernhardi stieg im Oktober 1852 zum Premierleutnant auf und war von August 1855 bis Juni 1856 zur Unterweisung über das Zündnadelgewehr zum Garde-Dragoner-Regiment kommandiert. Aus dem gleichen Grund war er von Oktober 1856 bis Juni 1857 zum Kaiser Alexander Grenadier-Regiment kommandiert. Im Anschluss daran fungierte Bernhardi als Kompanieführer beim II. Bataillon im 4. Garde-Landwehr-Regiment. Dort stieg er Ende Juli 1857 zum Hauptmann auf und wurde am 30. Juni 1859 zum Kompaniechef ernannt. Am 7. Juni 1860 kommandierte man ihn zunächst als Kompanieführer erneut in das Kaiser Alexander Grenadier-Regiment und versetzte Bernhardi mit der Ernennung zum Chef der 9. Kompanie am 1. Juli 1860 in dieses Regiment. Mit der Beförderung zum Major kam er am 3. April 1866 in das 3. Garde-Grenadier-Regiment Königin Elisabeth. Für die Dauer des mobilen Verhältnisses anlässlich des Krieges gegen Österreich war Bernhardi Kommandeur des II. Bataillons im 1. Garde-Grenadier-Landwehr-Regiment. Nach Kriegsende kehrte er in das 3. Garde-Grenadier-Regiment Königin Elisabeth zurück und erhielt das Kommando über das II. Bataillon. In dieser Stellung stieg er am 26. Juli 1870 zum Oberstleutnant auf und nahm 1870/71 während des Krieges gegen Frankreich an den Kämpfen bei Gravelotte, Beaumont, Sedan und Le Bourget sowie der Belagerung von Paris teil.
Ausgezeichnet mit beiden Klassen des Eisernen Kreuzes wurde Bernhardi nach dem Friedensschluss am 20. Juni 1871 unter Stellung à la suite zunächst mit der Führung des 4. Brandenburgischen Infanterie-Regiments Nr. 24 (Großherzog von Mecklenburg-Schwerin) beauftragt und am 4. November 1871 zum Regimentskommandeur ernannt. Er avancierte am 18. Januar 1872 zum Oberst. Nachdem Bernhardi sein Regiment am 20. September 1876 an seinen Nachfolger Wilhelm von Albert übergeben hatte, wurde er Generalmajor von der Armee und am 17. Oktober 1876 zum Kommandeur der in Kassel stationierten 44. Infanterie-Brigade ernannt. In dieser Stellung zeichnete ihn König Wilhelm I. am 24. September 1878 mit dem Roten Adlerorden II. Klasse mit Eichenlaub aus. Unter Verleihung des Charakters als Generalleutnant wurde er schließlich am 10. Juni 1882 mit der gesetzlichen Pension zur Disposition gestellt.
Nach seiner Verabschiedung erhielt Bernhardi anlässlich des 25. Jahrestages der Schlacht von Le Bourget am 30. Oktober 1895 den Kronenorden II. Klasse mit Stern. Nach seinem Tod wurde er am 19. Februar 1910 auf dem Alten Luisenfriedhof in Charlottenburg beigesetzt.

### Familie
Bernhardi verheiratet sich am 20. Mai 1850 in Berlin mit Marie Luise Eytelwein (1827–1920). Sie war eine Tochter des Geheimen Oberfinanzrates Albert Eytelwein. Aus der Ehe ging folgende Kinder hervor:
- Martha (1852–1854)
- Klara (* 1856) ⚭ 12. Oktober 1877 Grapengießer, preußischer Hauptmann im 4. Brandenburgischen Infanterie-Regiment Nr. 24 (Großherzog von Mecklenburg-Schwerin)
- Walter Eugen Albert (* 1863), preußischer Major und Platzmajor in Stettin